# Casey Kubara
Casey Kubara (* 6. April 1996 in Sydney) ist ein australischer Eishockeyspieler, der seit 2022 erneut bei CBR Brave in der Australian Ice Hockey League spielt. Seine Brüder Toby, Tyler und Bayley sind ebenfalls Eishockeyspieler.

## Karriere
Casey Kubara begann seine Karriere als Eishockeyspieler bei den Reach Rebels in der East Coast Super League, einer regionalen australischen Liga, die er mit dem Klub 2014 gewinnen konnte. Von 2012 bis 2015 spielte er zudem im System der Sydney Ice Dogs, für die er aber lediglich einmal in der Australian Ice Hockey League und sonst in Nachwuchsligen spielte. Von 2016 bis 2019 spielte er für den Ligakonkurrenten CBR Brave aus Canberra, mit dem er 2018 seinen ersten australischen Meistertitel und im selben Jahr und auch 2019 die H. Newman Reid Trophy gewinnen konnte.
Nachdem er bereits die australischen Sommer 2014/15 und 2015/16 bei den Atlanta Junior Knights aus der United States Premier Hockey League in den Vereinigten Staaten verbracht hatte, spielte er 2016/17 bei den Philadelphia Junior Flyers in der Eastern Hockey League, die er mit dem Team gewinnen konnte. Ab 2017 stand er mit der Mannschaft des Nazareth College in der Division III der National Collegiate Athletic Association auf dem Eis. Nach dem Ende seines Studiums kehrte er 2022 zu CBR Brave zurück und gewann als Topscorer, Torschützenkönig und wertvollster Spieler der Liga mit dem Klub 2022 erneut die Meisterschaft.

### International
Im Juniorenbereich spielte Kubara für Australien bei den U18-Weltmeisterschaften 2013 in der Division II und nach dem dort erlittenen Abstieg 2014 in der Division III, als er als bester Spieler seiner Mannschaft zum direkten Wiederaufstieg beitrug, sowie bei den U20-Weltmeisterschaften der Division II 2014, 2015 und 2016.
Für die Herren-Nationalmannschaft stand Kubara bei den Weltmeisterschaften der Division II 2015 und 2023 auf dem Eis.

## Erfolge und Auszeichnungen
- 2014 Aufstieg in die Division II, Gruppe B, bei der U18-Weltmeisterschaft der Division III, Gruppe A
- 2014 Gewinn der East Coast Super League mit den Reach Rebels
- 2017 Gewinn der Eastern Hockey League mit den Philadelphia Junior Flyers
- 2018 Goodall-Cup- und H.-Newman-Reid-Trophy-Sieger mit CBR Brave
- 2019 H.-Newman-Reid-Trophy-Sieger mit CBR Brave
- 2022 Goodall-Cup-Sieger mit CBR Brave
- 2022 Topscorer, Torschützenkönig und wertvollster Spieler der Australian Ice Hockey League